# Jerzy Stanisław Musiał
Jerzy Stanisław Musiał (ur. 3 marca 1919 w Warszawie, zm. 9 marca 1945 w KL Dachau) – polski kleryk z Towarzystwa Jezusowego, ofiara niemieckiego terroru w okresie II wojny światowej, Sługa Boży Kościoła katolickiego, męczennik za wiarę.
Jerzy Stanisław Musiał do nowicjatu Towarzystwa Jezusowego wstąpił w Kaliszu, wiążąc realizację powołania z prowincją Wielkopolsko-Mazowiecką. Wybuch II wojny światowej zastał go w kolegium jezuitów w Pińsku. Po dokonaniu przez Związek Socjalistycznych Republik Radzieckich agresji na Polskę wraz z współbraćmi wyjechali do znajdującego się w niemieckiej strefie okupacyjnej Lublina. Uniknąwszy śmierci z rąk Białorusinów, 23 listopada został aresztowany przez Niemców i uwięziony na Zamku w Lublinie. Wobec odmowy porzucenia stanu zakonnego 18 czerwca 1940 roku przetransportowany został do niemieckiego obozu koncentracyjnego Sachsenhausen, a 14 grudnia do Dachau KL i oznakowano numerem 22512. Udział w ruchu oporu zaowocował ukryciem urządzeń do instalacji komór gazowych. W wyniku tej akcji 17 maja 1944 roku karnie przewieziono go do obozu Mauthausen-Gusen, gdzie zarejestrowany był pod numerem 66325. Skierowany do pracy w kamieniołomach, pracował tam aż do całkowitego wyczerpania. Do obozu Dachau KL powrócił 1 grudnia i tam zgłosił się do posługi przy chorych na tyfus. Zmarł 9 marca 1945 z głodu i wycieńczenia zarażony tyfusem, będąc jedną z ofiar prowadzonej przeciwko Polakom ludobójczej akcji pod kryptonimem „Intelligenzaktion”.
Proces beatyfikacyjny zainicjowany przez Prowincję Wielkopolsko-Mazowiecką Towarzystwa Jezusowego obejmuje dziewięciu Sług Bożych, więzionych w Priesterblock (Dachau KL) wśród których obok kleryka Jerzego Stanisława Musiała znaleźli się księża Stanisław Komar, Stanisław Felczak, Czesław Sejbuk i Michał Malinowski.
Jest jednym z 122 Sług Bożych wobec których 17 września 2003 rozpoczął się proces beatyfikacyjny drugiej grupy polskich męczenników z okresu II wojny światowej.